# 피암시성
피암시성(Suggestibility)은 타인의 암시(suggestion)를 받아들이고 그에 따라 행동하는 경향을 말한다. 어떤 시나리오나 순간을 회상할 때, 사람은 타인에게서 받은 잘못된 정보(false information)와 함께 하는 어떤 기억(memory)에 존재하는 갭을 매우려고 한다. 피암시성은 회상(recall 혹은 recollection)을 단서로 사용한다. 어떤 과거 사건에 대하여 계속해서 듣게 된다면, 사건에 대한 기억은 반복되는 메시지를 따르게 된다.
강렬한 감정(emotion)을 경험한 사람은 그 아이디어에 대해 보다 수용하게 되고 따라서 보다 피암시성이 강해진다. 일반적으로 피암시성은 나이가 들면서 점차 줄어든다. 그러나 심리학자들은 자존감(self-esteem)과 자기확신(assertiveness)의 수준은 타인에 비해 보다 피암시성이 강하게 만든다고 말한다. 이러한 발견이 피암시성의 스펙트럼이라는 개념을 만들게 하였다.

## 정의
피암시성의 전반적 특성(global trait)을 분리하려는 시도는 성공을 거두지 못하였다. 이는 아래에 나오는 피람시성의 여러 유형들 간의 측정 가능한 차이를 구분하는 검사 과정이 없기 때문이다.
- 의사소통이나 기대에 영향을 받아, 아무런 자발(volition) 없이 자동행동(automatism)처럼 특정 반응을 지나치게 행동화하게 되거나 주관적으로 경험하게 된다.
- 소통이나 기대에 반응하여 개인의 상상(imagination)이나 효과를 발휘하기 위한 전략을 고의로 사용하는 것(심지어 해석되거나 비자발적이더라도)
- 사람들이 의식적으로 이야기하는 것을 무비판적으로 받아들이고, 말한 것을 믿거나 개인적으로 수용하는 것
- 자기만의 수용(acceptance)이나 경험(experience) 없이 타인의 기대나 관점을 과도하게 따르는 것. 즉 자기만의 수용과정이나 신념이 배제된 행위적 순응성(behavioral compliance)을 보임

와그스태프(Wagstaff)의 관점에서는, (최면성) 암시에 대한 진정한 반응어느 단계에서든 자유의지에 따라 보이는 반응이 아니라 진정한 비자발적 반응이기 때문에, 그리고 자유의지에도 불구하고 반응을 불러일으킬 수도 있기에, 첫번째 범주는 실제로 최면성 피암시성(hypnotic suggestibility) 영역에 놓이게 된다.
피암시성의 자기보고 측정은 2004년에 가능해졌으며 이러한 측정 방식은 전반적 윽성을 분리시키고 연구할 수 있게 하였다.

## 예시
피암시성은 일상에서 볼 수 있다.
- 한 학생이 하교 시에 누군가 언쟁(argument)하는 모습을 목격한다. 이후 누군가가 이 사건에 대하여 그때 발생한 '큰 싸움(huge fight)'이라고 하며 질문하면, 목격한 학생은 기억을 회상하지만 자기도 모르게 과장된 거짓말로 기억을 왜곡한다. 이는 목격자가 질문 받은 그 순간부터 그 사건을 단순한 언쟁이 아닌 '큰 싸움'으로 떠올리기 때문이다.
- 아이가 부모로부터 노래를 잘 한다고 칭찬받는다. 그때부터 아이는 자신이 재능이 있다고 생각한다. 그러나 부모는 사실 거짓으로 아이를 칭찬한 것이었다.
- AP심리학(AP psychology) 교사가 학생들에게 '피암시성은 암시나 오정보(misinformation)를 통한 기억의 왜곡이야, 그렇지 않니?'라고 말하며 속인다. 대부분은 교사의 말이고 그 말이 그럴듯 하기에 교사의 말을 믿는다. 그러나 교사가 말한 것은 사실 '오정보 효과(misinformation effect)'였다.

그러나 피암시성은 극단적 상황에서도 보이며, 이는 부정적인 결과를 초래한다.
- 경찰이나 변호사가 면담 중 암시를 통해 목격자의 증언이 변경되는데, 이는 그렇잖아도 원래부터 불확실한 목격자의 관찰이 왜곡된 기억(distorted memory)이 되어버린다.
- 한 소녀가 수면 부족과 우울을 초래하는 편두통을 앓기 시작하였다. 치료사는 아동학대 사례의 전문가로, 아버지가 성적 학대를 가한 적이 있는지를 소녀에게 반복하여 물었다. 이 암시로 인해 소녀는 아버지가 자신을 성희롱했다는 식으로 기억을 조작하였고, 이로 인해 소녀는 보호양육에 처하고 아버지는 학대죄로 고소되었다.[1]

## 최면
최면성 피암시성(hypnotic suggestibility)은 특성 유사성의(trait-like), 개인차 변수(individual difference variable)로 최면과 최면성 암시(hypnotic suggestion)에 반응하는 일반적 경향을 반영한다. 최면성 피암시성의 표준 측정에 관한 연구는 이 변수에 관하여 상당한 개인차가 있다는 것을 보여주었다.
한 피실홈자가 피암시성이 있는지 유뮤의 정도는 최면(hypnosis)의 과학적 연구와 관련 현상에 대한 유의미한 효과를 갖는다. 대부분의 최면치료사들과 연구자들은 최면 민감성(hypnotic susceptibility) 혹은 최면 암시성(hypnotic suggestibility)은 유용한 최면 상태 유도 요소라는 전제를 사용한다. 즉 이는 한 개인이 주어진 상황에서 특정 최면치료사와 특정 신념, 기대, 지시사항 하에 달성할 수 있는 최면의 깊이라는 것이다.
존 카파스 박사(Dr. John Kappas, 1925–2002)는 최면 유도를 높이는 피암시성 유형 세 가지를 밝혔다.
감정적 피암시성(Emotional suggestibility) : 감정에 영향을 주고 신체 반응을 제안하는 암시에 대한 높은 반응성(responsiveness)을 특성으로 하는 피암시성 행동(suggestible behavior)이다. 가벼운 최면상태(hypnoidal) 깊이와 관련되어 있다. 감정적 피암시성 소유자들은 직접적이거나 문자적인 암시보다는 추론(inference)을 통해 더 많이 배운다.
신체적 피암시성(Physical suggestibility) : 신체에 영향을 주는 문자적 암시(literal suggestion)나 감정적 반응의 제한에 대한 높은 반응성을 특성으로 하는 피암시성 행동을 말한다. 강직증 단계와 관련 있다.
지능적 피암시성(Intellectual suggestibility) : 피최면자가 최면시행자(operator)에게 제어당할 것을 두려워하거나 조작자가 말하는 모든 것을 분석, 거절, 합리화하는 최면성 피암시성 유형이다. 이러한 피최면자에게 시행자는 모든 암시에 대한 논리적 설명을 제공해야 하고 자신이 자기를 최면하고 있다고 피최면자가 느끼게 해야 한다.
그러나 피암시성(즉 최면에 대한 요소)이 실제로 무엇인지에 대한 명백한 동의안은 없다. 명백한 변수이자 동시에 측정이나 통제가 가장 어려운 요소이다.
동의되지 않은 부분은 피암시성이 다음과 같은 것 중 하나라는 것이다.
- 성격이나 인격의 고정된 영속적인 디테일
- 유전적 혹은 화학적 심리적 경향
- 이러한 경향의 활성화가 이뤄지기 전의 조짐(precursor)이거나 증상(symptom)
- 학습한 스킬 혹은 획득한 습관
- 학습 기능(function of learning)과 유사
- 언어획득과 공감(empathy)의 중립적이고 불가피한 결과
- 새롭게 외부에서 유도된 아이디어나 관점에 대한 저항을 일으키는 선입견 용어
- 타자(the Other)와의 상호공생관계(mutual symbiotic relation), 우분투(uBunthu 혹은 Ubuntu) 같은 것
- 공감과 소통 능력에 관한 것
- 화자/최면가와 청자 간의 일치하는 개인적 성향이자 청자가 화자의 아이디어를 좋아하거나 사용하려는 것
- 스킬 혹은 몰입 혹은 중립적이거나 보편적인 것

개념상 피최면성(hypnotizability)은 최면이 도출하는 피암시성의 증가로 정의되어 왔다. 실제로 피최면성은 최면 유도(hypnotic induction) 이후에 피암시성으로 측정된다. 데이터는 이러한 것들이 각각의 다른 구성요소라고 가리킨다. 최면 유도가 상당 정도로 피암시성을 늘리기는 하나, 최면 피암시성과 비최면 피암시성 간의 연관성은 피최면성 척도의 신뢰성 계수(reliability coefficient)에 가깝다. 이는 최면 민감성 척도(hypnotic susceptibility scale)가 피최면성인 것보다는 각성 피암시성(waking suggestibility)의 측정에 있어 더 좋다는 것을 시사한다.
최면 현상의 기존 연구는 확장적이며, 무작위 통제 실험(randomized controlled trial)은 최면치료(hypnotherapy)의 효용과 합법성을 증명하지만, 연구된 실체나 단계의 개념이 완벽히 정의돤 것 없이, 한 개인이 객관적으로 피암시성을 지시하는 수준은 실험적으로 측정될 수 없다.정확한 치료적 결과를 예측 불가하게 만든다.
또한 개인에게 맞춰지지 않은 최면치료 프로토콜의 개발을 논리적으로 방해한다. 후자 관점에서, 설득 방식은 보다 보편적으로 효과가 있으나, 가장 신뢰성 높게 효과적인 방식은 접근 방힉을 개인화하는 것으로, 이는 동기, 학습, 행동, 감정 등의 유형을 우선 검사하는 방식으로 이뤄진다. 일부 최면치료사들은 내담자로부터 이력이나 이야기를 얻지 않는다.

### 자주성
개인의 피암시성 차이의 내막은 고대 그리스 철학자들에게서도 보인다. 아리스토텔레스(Aristoteles)는 무관심한 접근법을 가졌다.
"가장 지적인 마음은 필연적으로 믿지 않아도 그에 대한 생각을 품을 수 있는 마음이다.(The most intelligent minds are those that can entertain an idea without necessarily believing it.)"— Aristotle

이는 아마도 최면치료사와 최면가를 훈련시키는 경험에 대한 보다 정확한 감응일 것이다. 누군가 자신의 생각이나 사고방식을 토로하는 것이 다른 이에게 영감을 줄 때, 듣는 이는 자신의 경험과 동기에 관계된 논리나 미적 관점, 관련성으로 인해 주관적 주의(subjective attention)를 기울이게 되면서 그 말에 빠져들게 된다. 이러한 자연적 트랜스(trance) 상태에서, 최면치료사의 의도대로 통제된 사람들처럼, 비판적 기능(critical faculty)은 자연적으로 비판적인 면이 덜할 때에 자연적으로 덜 활발해진다.
'반드시 믿는다는 것(necessarily believing it)'이 문제가 될 것이다. 반드시 믿는다는 피암시성 개념은 신념이 유도된 사고 및 사고가 유도된 방식으로부터 나왔다는 것의 자주성(autonomy)의 문제를 일으키기 때문이다.

### 민감성
새로운 암시에 반응하는 정도에 있어서, 대중 매체나 비전문가 글들에서 '피암시적(suggestible)'이라는 말은 '최면에 민감한(susceptible)'이라는 말과 혼용된다.두 단어는 동의어가 아니다. 그러나 '최면에 민감'하다는 말은 피암시성으로 설명하는 심리학상의 중립적 요소가 결여된 부정적인 편견을 내포한다.
최면 및 최면 치료 관련 과학 연구와 학술 문헌에서, 피암시성은 중립적이고 심리학적이며 생리학적일 수도 있는 상태나 현상을 말한다. 이는 문화적 편견이 보함된 일반적인 의미의 '영향 받기 쉬운(suggestible)'이라는 말과는 다르다. 둘 다 단어 뜻 자체에는 원래 없는 부정적인 사회적 함의와 연괸되기도 한다.
영향받기 쉽다는 것은 잘 속는다(gullible)는 말이 아니다. 잘 속는다는 것은 어떤 관찰자에게 있어서도 정확하거나 부정확하게 비춰질 수 있는 경험에 입각한 객관적인 사실이다. 반면, 영향받기 쉽다는 것은 그렇지 않다. 암시에 열려 있다는 것은 들어오는 암시의 정확성과는 무관하며, 객관적인 정확성 역시 가능하다는 것도 아니다. 이는 형이상학적 신념에서도 마찬가지이다.
일부 치료사들은 치료를 가하기 전에 피암시성에 대한 걱정이나 반대가 있는지 검사하기도 한다. 누군가에게 설득당해서는 안된다는 강한 인지적 명분이 있을 때, 설득력 있는 새로운 생각일 지라도, 설득당해선 안된다는 자신의 신념을 지켜야 한다는 합리적이고 학습된 강력한 의지가 있다고 믿기 때문이다. 이는 역사적으로 매체 탄압이 있었던 대량 최면(mass hypnosis) 사례에서 볼 수 있다. 개인에게는, 최면치료사와 심리치료사가 과도하게 비대해진 신념체계(belief system)에 기반하여 검증되지 않은 행동들에 대해 설명하기도 한다.
'민감한(susceptible)'이라는 말은 피해를 당하거나 방어해야 할 약함(weakness)이나 위험(danger)을 의미한다. 따라서 민감하다는 것은 기대에 대하여 부정적인 효과가 있고, 그 자체로는 암시는 알아차려서 방어해야 하는 최면 암시이기도 하다. 최면 암시란 용어, 구절, 개념을 의미하며, 개념을 이해하는 것은 주관적 감각(subjective sensation)을 이해하거나 적절한 반응에 대한 구조를 이해하는 것이다. 즉 단 한 단어로 말하면, 테러리즘(terrorism)으로, 개념을 이해하기 위하여 테러(terror)의 개념을 이해해야 하고 바로 '그' 주어진 물체를 의미하게끔 의도되었다는 문장에서 이해해야 한다.

### 언어 획득
한 구절에 대한 인지(cognition)는 다음에 어떻게 행동할 지 결정하기 전에 발생한다. 개념(decision)은 마음(mind)보다 앞서 존재하기 때문이다. 마음 자체로부터 암시당할 수 있다. 혹은 세계, 시나리오, 타인의 암시 등, 외부로부터 온 개념들의 유도된 암시에 반응할 수도 있다.
암시는 사고(thought)를 감독하여, 새로운 개념을 인식하거나, 현실 세계의 특정 영역에 주목하거나, 행동-선택에 영향을 줄 새로운 관점을 내놓거나, 자동화 행동(automatic behavior)을 일으킬 촉발제(trigger)를 제시하거나, 특정 행동 유형을 지목할 수 있다. 최면치료에서 내담자에게 요구한 성과에 대하여 내담자가 실제 현실에서 경험한 것들을 묘사한 것을 살펴보면, 이러한 경험은 아부(flattery)나 위기(urgency) 상황에 의해 암시된다. 또한 내담자 본인의 동기, 추동력, 기호 등 개인적인 것들에 의해서도 암시를 당한다.

### 일상 속 암시 체험
암시는 반드시 말로 이뤄지거나 입으로 말하거나 눈으로 읽히는 것은 아니다. 미소, 눈초리, 윙크, 정장(three-piece suit), 과학자의 흰 가운 등 모든 것이 목전의 행동보다도 더 많은 함의를 담고 있는 암시적 장치이다. 최면가는 기법을 이용하여 이러한 본능적인 '틈을 메우는 것들(fillings-in of gaps)'을 이용하여 우리가 어떤 시나리오나 순간에 반응하는 방식을 변화시킨다. 치료 상황에서, 최면가나 최면치료사들은 이러한 자동 인지 비약(automatic cognitive leap), 도그마(dogma), 자기제한신념(self-limiting belief) 혹은 자기태업신념(self-sabotaging belief)과 같은 것들을 평가할 가능성이 높다.
암시의 영향 하에 있다는 사실은 자기만의 수용과정(private acceptance)이나 자기 신념(private belief)이 없이 타인에 대한 행동순응(behavioral compliance)을 보인다는 특징이 있다. 즉 자기만의 자유의지(volition)나 신념과는 거리가 먼 행동, 혹은 자연스럽고 아무런 제지를 받지 않는 행동-동기(action-motivation) 등이 있다. 이는 한 개인의 자주성(autonomy), 표현력(expression), 자기결정권(self-determination)을 저해할 수 있다. 또한 마찬가지로 감정(emotion)을 이성적으로 선택한 공을 들인 장기적인 결과물들로 대체할 수도 있다.

### 실험 대 임상
최면은 매우 광범위하게 적용하고 있으며. 암시에 대한 반응을 조사하는 것은 크게 두 분류로 나뉠 수 있다.
- 실험 최면(Experimental hypnosis) : "실험 암시(experimental suggestion)" 연구, 형태 연구 :

"실험 상황에서 내 실험대상자 그룹에게 표준 암시 ABC를 시행할 때 이들은 실제로 무슨 일을 할까?"
(즉, 암시가 무엇인지 정해져 있다면, 그 결과는 어떻게 될까?)
- 임상 최면(Clinical hypnosis) : 질문을 의도한 임상 암시(clinical suggestion) 연구 :

"특정 상황 속에서 실험 대상자들로 하여금 XYZ를 하게 하는 내 목표를 발동시키기 위하여 특정 대상자에게 말할 수 있는 것은 무엇일까?" (즉, 결과가 정해져 있다면, 그 암시는 무엇이었을까?)

## 최면반응성에 대한 설명
최면 반응(hypnotic response)에 대한 이론적 설명에 의하면, 니콜라스 스파노스(Nicholas Spanos)의 역할 이론(role-playing theory)의 경우, 최면대상자는 심리학적 혹은 생리학적 상태로 들어가는 것이 아니라 사회적 압박(social pressure)에 따라 행동하는 것에 불과하며, 따라서 이들은 거역(disobey)보단 순응(comply)하는 것이 더 쉽다는 것이다. 이 이론은 피최면자가 실제로 암시 효과를 경험한다는 것은 부정하지 않는다. 그러나 이론은 최면이 발생하는 메커니즘은 일부 사회적으로 구축된 것이며, 따라서 '변성의식상태(altered state of consciousness, 수면, 약물복용, 임사, 명상, 최면 상태 등 비일상적인 의식 상태)'를 통하여 최면 상태를 설명할 필요는 없다고 주장한다.

## 아동
아동은 자기 주변의 자원으로부터 새로운 정보들로 계속 채워지는 방식으로 마음을 발달시킨다. 이는 아동의 높은 피암시성의 원인이 되며, 그렇기에 아동은 피암시성 조사에 있어 중요한 영역을 차지한다. 연구자들은 아동의 치암시성에 있어 강력한 지표인 내적 여소와 외적 요소를 발견하였다.

### 내적 요소
- 나이(Age) : 아동은 살아가면서 발생한 사건들을 기억하는 능력이 현저하다. 연령대별 피암시성의 실제 변화성(variability)은 사건을 통해 제공되는 디테일의 양과 같다. 기억 디테일(memory derail)은 고연령 아동에게서 크다. 저연령 아동 일부는 성인들의 도움이 있어야 과거 사건을 회상할 수 있다.[11] 피암시성에 관하여서, 아동 및 성인조차 이전의 유사한 경험에서 발생한 지식을 어느 한 사건의 회상 기억에 섞을 수 있다는 데서 문제가 발생한다. 특히 저연령 아동은 비슷하나 전혀 무관한 사항을 특정 사건에 포함시키는 경향이 있는데, 이는 영향에 대한 민감성(susceptibility to influence)에 있어 연령이 중요하다는 것을 보여준다.
- 사전 지식(Prior knowledge) : 상술하였듯 아동 피암시성에 있어 한 사건의 사전 지식은 위험할 수 있다. 피암시성에 있어 사전 지식은 이전 경험을 과거나 현재 사건의 재구축을 하는데 사용한다. 사전 지식은 특정 상황의 정확한 회상을 하는데 효과적이지만, 동시에 그만큼 잘못된 기억을 불러일으킬 수도 있다. 연구는 과거 익숙한 상황이 제공되면, 아동은 마치 자기가 이전에 경험한 것처럼 사건을 잘못 회상할 가능성이 있다는 것을 보여준다.
- 요점 추출(Gist extraction) : 과거 사건이 최근 사건과 비슷하면 아동은 극히 잘못된 기억(false memory)을 회상할 가능성이 높지만, 또한 사건과 전혀 무관한 잘못된 기억을 회상하기도 한다. 연구자들은 이런 현상을 전반적 요점(global gist)이라고 명명하였다. 이는 다양한 사건들을 관통하는 연결을 규명하는 설명이다. 아동은 자기 주변의 사건들에 대한 설명방식에 맞는 정보를 떠올리는 잘못을 범할 수 있다.

### 외적 요소
- 상담자 편견(Interviewer bias) : 상담자 편견은 상담자 입장에서 보이는 의견(opinion)이나 선입견(prejudice)이다. 이는 상담과정에서 보이며 상담 결과에 영향을 준다. 상담자가 자신이 이미 갖고 있는 생각을 입증하는 가설만 가지고 설득하고 자신의 가설과 반대되는 것들을 무시할 때 발생한다. 목표는 진실에의 도달이 아니라 오로지 이미 믿고 있는 것을 강화하려는 것이다. 상담자 편견은 아동에게서 정보를 추출할 때 흔히 경험한다.
- 반복되는 질문(Repeated questions) : 상담에서 아동에게 같은 질문을 반복해서 하면 아동은 특히 가부 질문에서 처음 답을 뒤집게 된다고 밝혀졌다. 아동의 믿음은 질문이 반복되어서 정확하게 답변할 필요는 없으며 답을 바꿔야 한다는 것이다.[12]
- 상담자 톤(Interviewer's tone) : 아동은 사람의 목소리 톤에 극히 예민하고 인식하며, 특히 상담 상황에서 더욱 그러하다. 상담자의 톤이 무언가 묻고 싶은 것이 있다고 할 때, 아동은 과거 사건 기억이 실제론 없으면서도 이를 구축하려 한다. 긍정적인 톤을 사용하면 아동은 사건의 디테일을 더 많이 제시한다. 그러나 상담자와 공조하고자 잘못된 정조를 제시하기도 한다.
- 또래 관계(Peer interactions) : 아이의 사건 설명은 또래들로부터 얻은 정보로 인해 왜곡될 수 있다. 일부 경우, 사건 당시 있지도 않았던 아동이 사건을 목격했다고 회상하거나 심지어 사건에 대한 디테일을 제공하기도 한다. 이 정보는 또래들이 설명한 사건에 대해 들은 것에서 온 것이다.[13] 아동은 자신이 포함되어 있다는 느낌을 받기 위하여 당당하게 말할 것이다.
- 오정보 반복(Repeating misinformation) : 오정보 반복은 상담자가 아동에게 한 사건에 대한 잘못된 정보를 제공할 때 발생한다. 이 기법은 몇몇 상담자들이 사용하기도 하고 한 상담자 안에서도 몇 번에 걸쳐 발생하기도 한다. 아동의 사건 회상의 정확성에 큰 영향을 끼치며, 결국 오정보는 사건에 대한 아동의 설명에 포함된다는 것이 밝혀졌다.

### 극단적 사건들
성적 학대, 극도의 불안, 학대(mistreatment) 등 극단적인 사건들 속에서, 아동은 피암시성을 크게 보일 수 있다. 아동은 실제 발생한 적 없는 일을 떠올릴 수도 있고 혹은 그들은 너무 트라우마를 크게 받아서 실제 발생한 일을 떠올리고 싶지 않기도 한다.
허위 후사건 정보(misleading post‐event information)의 부호화(encoding)가 이뤄지거나 복구(retrieval) 가능 시간에 발생하는 불안 기분이 이후의 피암시성에 끼치는 영향에 대해서는 연구가 거의 이뤄지지 않았다. 비피암시성 항목에 대한 기억의 정확성은 불안 기분 유발(anxious mood induction)의 영향을 받지 않았다. 피암시성에 있어 허위정보(misleading information)의 강력한 효과가 있었다. 이는 불안발작(anxiety attack)과 같은 높은 감정적 상황이 피암시성으로 오해할 수 있는 생각을 자아내는 방식 중 한 사례에 불과하다.
연구의 다른 예로는 기억, 피암시성, 스트레스 각성, 트라우마 관련 정신병이 학대 및 방임(neglect) 사건 조사에 간여한 328명의 3~16세 아동들로부터 검사되었다. 아동들의 기억력과 피암시성은 의학 시험과 정맥천자(venipuncture)를 위해여 측정되었다. 나이가 많을 수록 인지기능이 높을 수록 부정확성이 떨어졌다. 또한 해리성 성향이 높은 아동들의 코르티솔(cortisol) 농도와 트라우마 증상은 기억 오류가 상대적으로 증가한다는 것과 연관된다. 어린 아동의 피암시성이 스트레스성 혹은 트라우마성 경험에 어떻게 영향을 끼치는지를 또다시 입증하는 것이다.

## 기타 경우
외상후스트레스장애(post-traumatic stress disorder, PTSD)와 해리성 정체성 장애(dissociative identity disorder, DID) 환자는 특히 피암시성이 강하다고 주장하기도 한다. 해리성 정체성 장애 환자는 피최면성 척도에서 높은 점수를 보이지만, 주장을 뒷받침하는 연구는 충분히 이뤄지지 않았다.
군중 역학(crowd dynamics)과 몹 행동(mob behavior) 단계, 집단사고(groupthink) 현상은 피암시성 사례이다.
일상 속 피암시성 행동의 사례로는 한 사람의 하품을 본 후에 여러 사람들이 똑같이 하품을 하는 '하품 전염(contagious yawning)', 의대생(medical student) 한 명이 어떤 질병의 증상에 대해 읽거나 들은 후에 실제로 그 증상을 겪는 의대생 증후군(medical student syndrome)이 있다. 위약 반응(placebo response) 역시 일부는 피암시성의 개인차에 기반한 것으로 본다. 피암시성이 높은 사람은 치료 기전이 아닌 치료에 대한 환자의 믿음에 더 의존하는 대체 치료(alternative health practice)에 더 반응할 수 있다. 보건 치료의 효과에 관한 연구는 피암시성의 개인차를 통제함으로써 한층 고양될 수 있다. 정신 측정 연감(Mental Measurements Yearbook)을 검색하여도 이러한 성격 특성(personality characteristic)의 심리적 검사가 현재 없다는 것을 볼 수 있다. 구드욘손 피암시성 척도(Gudjonsson suggestibility scale)는 주시의 폭이 좁기 때문에 심리 검사 목적에 있어 의문점이 제기된다. 또한, 높은 피암시성의 사람들은 암시를 비판적으로 처리하지 못하여 감정을 이용한 광고(emotion-based advertising)에 쉽게 낚이기 때문에, 그르친 판단을 내리기 쉽다.

## 같이 보기
- 암시
- 최면